# Per (musikgrupp)
PeR (Please explain the Rhythm) är en lettisk musikgrupp (beatbox & vokal) som bildades 2007. Gruppen består av Ralfs Eilands och Edmunds Rasmanis.

## Karriär
Gruppen startades 2007 genom att tre pojkar, Ralfs Eilands, Emils Vegners och Pēteris Upelnieks , bildade en grupp. Under sommaren 2007 fick gruppen en hit under musikfestivalen New Wave i Jūrmala. Efter sommaren 2007 ändrades gruppens uppsättning genom att Vegners slutade och Edmunds Rasmanis tillkom. År 2009 deltog gruppen i den lettiska uttagningen till Eurovision Song Contest, man deltog även 2010, utan att lyckas vinna. År 2009 deltog man även i flera populära lettiska musikfestivaler som POSITIVUS och Baltic Beach Party. 2010 utsågs gruppen till att representera Lettland i musiktävlingen New Wave 2010. Väl i tävlingen slutade de på en elfte plats, två poäng bakom tian, Lady's Sweet, även de från Lettland. År 2011 minskades gruppen till två medlemmar efter att Pēteris Upelnieks slutat. Under våren 2012 ställde PeR upp i den lettiska uttagningen till Eurovision Song Contest 2012 med låten "Disco Superfly".
År 2013 deltog de i Lettlands uttagning till Eurovision 2013 med två låtar. Det ena bidraget heter "Sad Trumpet" och deras andra "Here We Go". Bägge tog sig till finalen den 16 februari 2013 varav "Here We Go" tog sig hela vägen till superfinalen. Väl i superfinalen fick bidraget "Here We Go" flest röster och PeR kommer därmed att representera Lettland i Eurovision Song Contest 2013 i Malmö i Sverige.

## Diskografi

### Album
- 2012 – PeR

### Singlar
- 2009 – "Bye, Bye"
- 2009 – "Bums"
- 2010 – "Like a Mouse"
- 2010 – "Līdzsvarā"
- 2011 – "Go Get Up"
- 2011 – "Mazajām Sirsniņām"
- 2012 – "Disco Superfly"
- 2013 – "Sad Trumpet"
- 2013 – "Here We Go"